# Siempre en otoño
Siempre en otoño es una obra de teatro, de Santiago Moncada, estrenada en 1993.

## Argumento
Alejandra, Elena y Constantina son tres hermanas que, llegadas a la madurez, se reencuentran después de años de separación en la que fue la casa de sus padres, una vez que sus respectivas vidas han dado un giro total por circunstancias diferentes en cada caso.

## Estreno
- Teatro Reina Victoria, Madrid, 8 de octubre de 1993.
  - Dirección: Ángel García Moreno
  - Escenografía: Toni Cortés
  - Intérpretes: Irene Gutiérrez Caba, Julia Gutiérrez Caba, Amparo Baró.